# Кафяво живениче
Кафявите живеничета (Libellula quadrimaculata) са вид насекоми от семейство Плоски водни кончета (Libellulidae).

## Разпространение и местообитание
Срещат се често в цяла Евразия и Северна Америка, включително и в България.
Ларвите на вида обитават поясни водоеми. Откриват се често в торфищата. Съобщавани са и от черноморското крайбрежие в приустиевата част на реки. Събирани са като имаго, така и ларви, което показва, че вероятно ларвите се развиват и при известно слабо течение на водата. Този факт се нуждае от допълнителна проверка. В типичните за вида местообитания екзувии са намирани по растителните части в крайбрежните обраствания.